# Volta (Boot)
Das Elektroboot Volta wurde 1886 in Millwall (London) gebaut; die Antriebsanlage stammte vom Elektroingenieur Anthony Reckenzaun (1850–1893).

## Beschreibung der Volta
Das elektrisch angetriebene Boot Volta wurde aus Stahlblech gebaut, war rund 12 m lang, 2,1 m breit und wog etwa 6000 kg. Das Boot hatte zum Antrieb des Propellers zwei Reckenzaunsche Elektromotoren, die auf eine Propellerwelle wirkten. Die Motoren mit etwa 15 PS wogen rund 330 kg und hatten je nach Aufschaltung der Akkus Drehzahlen von 600, 800 sowie 1000 Umdrehungen in der Minute. Die Akkus mit 61 Zellen wogen rund 2000 kg und wurden von Electric Power and Storage Company hergestellt.. Sie hatten eine Kapazität von 240 Amperestunden und eine Nennspannung von 120 Volt. Sie befanden sich im unteren Bereich des Bootes und waren mit Holzdielen abgedeckt.

## Geschichte
1886 überquerte das akkuelektrische Boot Volta den Ärmelkanal. Diese Überfahrt von Dover nach Calais stellte den ersten Einsatz von elektrisch angetriebenen Booten auf dem Meer dar. Die Hinfahrt dauerte rund 4 Stunden, die Rückfahrt 4 1/4 Stunden. Mit der Gesamtdauer von insgesamt 8 1/4 Stunden über eine Strecke von 87 km für die Hin- und Rückfahrt stellte diese Kanalüberquerung einen Rekord für den Einsatz von E-Motoren und elektrischen Akkumulatoren auf.